# Rhododendron cuneatum
Rhododendron cuneatum är en ljungväxtart som beskrevs av W. W. Smith. Rhododendron cuneatum ingår i släktet rododendron, och familjen ljungväxter. Inga underarter finns listade i Catalogue of Life.